# Juan Ayuso Pesquera
Juan Ayuso Pesquera   (Barcelona, 16 de setembre de 2002) és un ciclista català, professional des del 2021. Actualment corre a l'equip UAE Team Emirates.

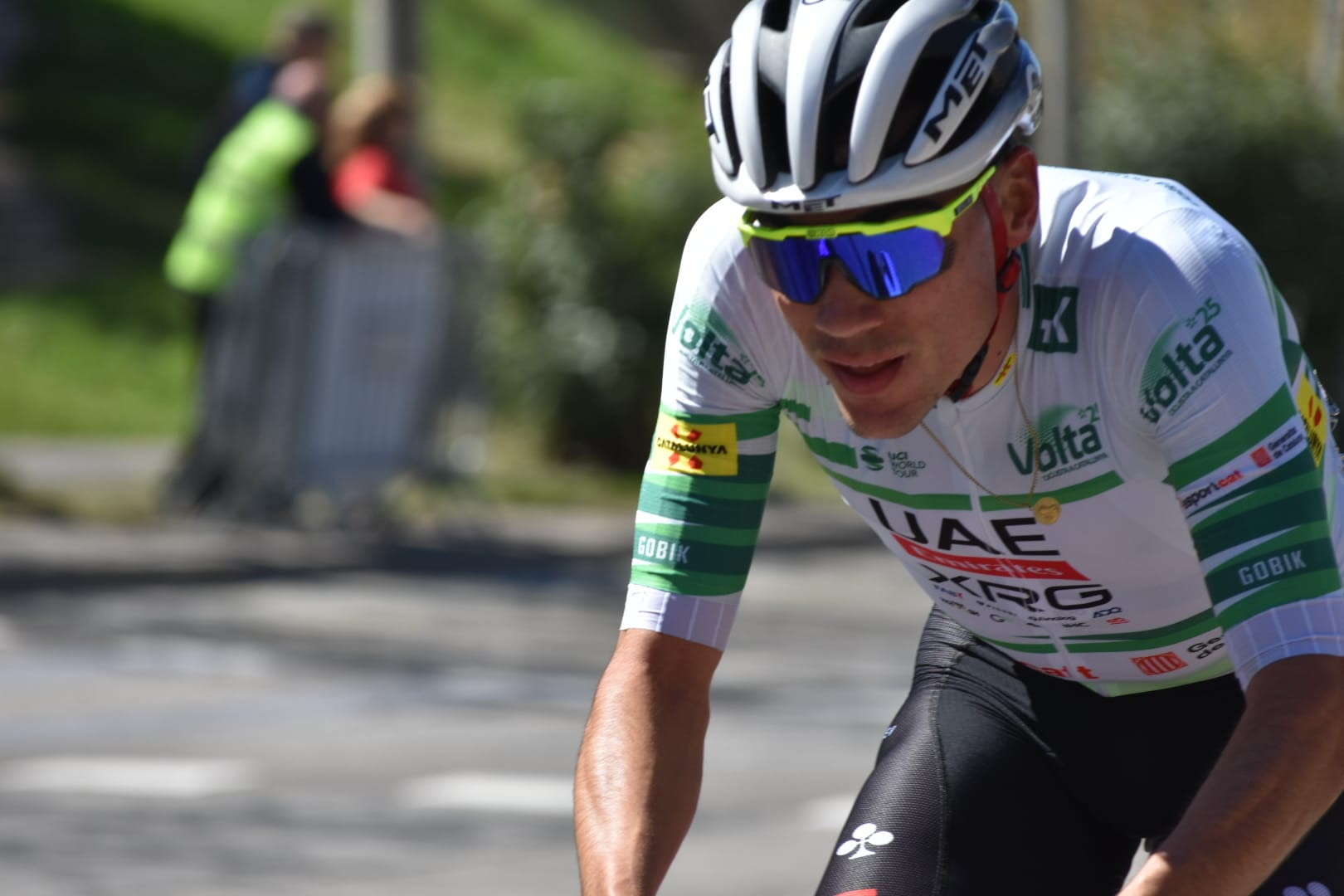
Juan Ayuso, vestit amb el maillot de líder de la Volta ciclista a Catalunya l'any 2025

 Format esportivament al País Valencià, destacà en les categories inferiors del ciclisme espanyol. El 2017, com a cadet de primer any, guanyà el campionat d'Espanya de la seva categoria, tant en ruta com en contrarellotge individual. El 2018, com a cadet de segon any, revalidà el títol de contrarellotge. El 2019, ja com a júnior, fitxà per l'equip Bathco, amb qui va guanyar la Volta al Besaya i el campionat d'Espanya en ruta i en contrarellotge individual de 2020.
El juny de 2021, després de ser el primer ciclista espanyol en guanyar el Giro Ciclistico d'Itàlia, s'incorporà a l'equip UAE Team Emirates de categoria UCI WorldTeam.

## Palmarès
- 2017
  -  Campió d'Espanya en ruta cadet
  -  Campió d'Espanya en contrarellotge cadet
- 2018
  -  Campió d'Espanya en contrarellotge cadet
  - Vencedor d'una etapa al Tour de l'Ain cadet
- 2019
  -  Campió d'Espanya en ruta júnior
  - Vencedor d'una etapa de la Bizkaiko Itzulia
- 2020
  -  Campió d'Espanya en ruta júnior
  -  Campió d'Espanya en contrarellotge júnior
  - 1r al Circuit Guadiana júnior
  - 1r al Trofeu Víctor Cabedo i vencedor de 3 etapes
  - 1r a la Gipuzkoa Klasika
  - 1r a la Volta a Talavera i vencedor de 3 etapes
  - 1r a la Challenge Subbètica i vencedor de 3 etapes
  - Vencedor de 2 etapes a la Volta al Besaya
- 2021
  - 1r al Trofeu Piva
  - 1r al Giro del Belvedere
  - 1r al Giro de Romagne i vencedor de 2 etapes
  - 1r al Giro Ciclistico d'Itàlia i vencedor de 3 etapes
- 2022
  - 1r al Circuit de Getxo
- 2023
  - Vencedor d'una etapa al Tour de Romandia
  - Vencedor de 2 etapes a la Volta a Suïssa
- 2024
  - 1r a l'Ardèche Classic
  - 1r a la Volta al País Basc
  - Vencedor d'una etapa a la Tirrena-Adriàtica
  - Vencedor d'una etapa a la Volta a Luxemburg
- 2025
- 1r a la La Drôme Classic
- 1r al Trofeu Laigueglia
  - 1r a la Tirrena-Adriàtica i Vencedor d'una etapa[8]
  - Vencedor d'una etapa de la Volta a Catalunya[9]
  - Vencedor d'una etapa al Giro d'Itàlia

### Resultats al Giro d'Itàlia
- 2025. Abandona a la 18a etapa. Vencedor de la 7a etapa

### Resultats al Tour de França
- 2024. Abandona a la 13a etapa

### Resultats a la Volta a Espanya
- 2022. 3r de la classificació general
- 2023. 4t de la classificació general  Vencedor de la classificació dels joves